# Agustín Larraín Rojas
Agustín Larraín Rojas (Reino de Chile, Imperio español, 1790-San Bernardo, 1 de enero de 1853) fue un hacendado, militar y político chileno.

## Biografía
Larraín fue bautizado como Agustín Joaquín el 19 de noviembre de 1790, hijo de Francisco de Borja Larraín Lecaros, coronel y alcalde de Santiago, y Agustina de Rojas Gamboa. Miembro de la familia Larraín, bisnieto de Santiago de Larraín y Vicuña y primo de José Toribio de Larraín y Guzmán, I marqués de Larraín. Agustín fue hermano de los también políticos Juan Francisco y Nicolás Larraín Rojas.

### Matrimonio y descendencia
Agustín contrajo matrimonio en la Catedral Metropolitana de Santiago con Matilde Cisternas y Martínez de la Torres, con quien fue padre de once hijos. Su bisnieto, Alfonso Larraín Rozas, contrajo matrimonio con Gabriela Santa María Ovalle, II marquesa de Larraín.

## Vida política
- Diputado suplente, por Santiago (1824-1825).
- Diputado Provincial de Santiago, por Curacaví (1826-1828).
- Diputado Provincial de Santiago (1831-1833).[2]

En 1829 suscribió una declaración en contra del entonces vicepresidente Francisco Ramón Vicuña Larraín, encargado interino del país.